# Дискографија групе Evanescence
Амерички рок бенд Еванесенс објавио је четири студијска албума, два албума уживо, један компилацијски албум, један демо албум, три ЕП-а, тринаест синглова, шест промотивних синглова и тринаест музичких видеа. Бенд је током каријере продао близу 25 милиона албума широм света.
Први музички пројекат бенда Еванесенс објављен је крајем девесетих година прошлог века, преко издавачке куће Bigwig Enterprises, када је бенд објавио ЕП под називом Evanescence.
 Наредне године бенд је објавио још један ЕП, Sound Asleep / Whisper. Демо албум под називом Origin објављен је 2000. године и продаван током њихових концерата.
Бенд је у јануару 2001. године потписао уговор са издавачком кућом Wind-up Records. Почетком 2003. године објавили су ЕП Mystary. Први студијски албум под називом Fallen, објављен је 4. марта 2003. године на цд и винил формату, као и за виртуелно преузимање. У Сједињеним Државама албум је током прве недеље од објављивања продат у 141.000 примерака, а добио је и позитивне критике. На њему су се појавили синглови Bring Me to Life, Going Under, My Immorta и Everybody's Fool. Песме Bring Me to Life и My Immortal појавиле су се у првих десет песама листа неколико држава и добили су платинамски и златни сертификат од стране Америчког удружења дискографских кућа. Албум је био на трећем месту табеле Билборд 200 и продат је у више од 17 милиона примерака широм света. У Сједињеним Државама продат је у 7,8 милиона примерака. Бенд је добио награде за најбоље извођаће и најбоље хард рок наступе због извођења песама са овог албума.
 Током промоције албума Fallen, бенд је снимио свој наступ у Паризу, а он је објављен на уживо албуму под називом  Anywhere but Home, у новембру 2004. године. Овај албум добио је златни сертификат у Сједињеним Државама и продат је у преко 687.000 примерака у истој земљи, док је у осталим деловима света продат у 1,5 милиона примерака.
Други албум бенда под називом The Open Door објављен је у октобру 2006. године и дебитовао је на првом месту на пет националних листа, укључујући и Билборд 200. Албум је продат у више од 447.000 примерака током прве недеље од објављивања у Сједињеним Државама. На албуму су се нашла четири сингла, водећи сингл Call Me When You're Sober постигао је сличан успех као и песме Bring Me to Life и My Immortal, а оба су добила платинумски сертификат од стране Америчког удружења дискографских кућа. Call Me When You're Sober пратили су синглови Lithium и Sweet Sacrifice, а оба су имала мањи успех на листама. By August 2012, Evanescence had sold over 421,000 copies in the US. Сингл Sweet Sacrifice, такође са албума The Open Door, освојио је номинацију на 50. доделама Греми награда 2008. године, али је ипак изгубио. Песма The Open Door продата је у више од пет милиона примерака широм света, 2,1 милион у САД, а од стране Америчког удружења дискографских кућа добила је двоструки платинумски сертификат.
Трећи студијски албум који носи назив Evanescence објављен је у октобру 2011. године. Дебитовао је на првом месту листе Билборд 200, а током прве недеље од објављивања продат је у 127.000 примерака у Сједињеним Државама, док се у седам других земаља нашао на врху листа. Први сингл са албума What You Want објављен је у августу 2011. године и постигао је умерени успех на листама. Други сингл My Heart Is Broken, објављен је у октобру, непосредно пре објављивања албума, а последњи сингл Lost in Paradise, представљен је у мају 2012. године. До августа 2012. године бенд је продао више од 421.000 примерака овог албума у Сједињеним Државама.
Четврти студијски албум бенда под називом Synthesis, објављен је 10. новембра 2017. године на ЦД и винил формату, као и за дигитално преузимање. Албум је дебитовао као 8. на листи Билборд 200, био 23. на листи у Великој Британији, 5. у Немачкој и 6. у Аустралији.

## Албуми

### Студијски албуми
| Назив         | Детаљи | Позиција | Позиција | Позиција | Позиција | Позиција | Позиција | Позиција | Позиција | Позиција | Позиција | Број проданих примерака                            | Сертификати |
| Назив         | Детаљи | САД      | АУС      | АУС 40   | КАН      | ФРА      | НЕМ      | ХОЛ      | НЗ       | ШВА      | УК]      | Број проданих примерака                            | Сертификати |
| ------------- | --- | -------- | -------- | -------- | -------- | -------- | -------- | -------- | -------- | -------- | -------- | -------------------------------------------------- | --- |
| Fallen        | - Датум објављивања: 4. март 2003. - Издавачка кућа: Wind-up Records - Формат: ЦД, винил, дигитално преузимање            | 3        | 1        | 1        | 1        | 2        | 2        | 2        | 2        | 2        | 1        | - Свет: 17,000,000 - САД: 7,800,000 - ЈАП: 238,000 | - Америчко удружење дискографских кућа: 7× Платина - Аустралијско удружење дискографских кућа: 6× Платина - BPI: 4× Платина - BVMI: 5× Златно - IFPI АУС: Платина - IFPI ШВА: 2× Платина - MC: 7× Платина - NVPI: Платина - RMNZ: 5× Платина - SNEP: Платина |
| The Open Door | - Датум објављивања: 25. септембар 2006 - Издавачка кућа: Wind-up - Формат: ЦД, винил, дигитално преузимање               | 1        | 1        | 2        | 2        | 2        | 1        | 2        | 2        | 1        | 2        | - СВЕТ: 5,000,000 - САД: 2,100,000                 | - Америчко удружење дискографских кућа: 2× Платина - Аустралијско удружење дискографских кућа: 2× Платина - BPI: Платина - BVMI: Златно - IFPI АУС: Златно - IFPI ШВА: Платина - MC: 2× Платина - RMNZ: Платина - SNEP: Златно                               |
| Evanescence   | - Датум објављивања: 7. октобар 2011. - Издавачка кућа: Wind-up - Формат: ЦД, винил, дигитално преузимање                 | 1        | 5        | 4        | 2        | 8        | 5        | 14       | 3        | 4        | 4        | - САД: 421,000                                     | - Аустралијско удружење дискографских кућа: Златно - BPI: Златно - MC: Златно |
| Synthesis     | - Датум објављивања: 10. новембар 2017. - Издавачка кућа: BMG Rights Management - Формат: ЦД, винил, дигитално преузимање | 8        | 6        | 11       | 16       | 44       | 5        | 23       | 20       | 9        | 23       | - САД: 30,000                                      | |

### Уживо албуми
| Назив             | Детаљи | Позиција | Позиција | Позиција | Позиција | Позиција | Позиција | Позиција | Позиција | Број проданих примерака          | Сертификати |
| Назив             | Детаљи | САД      | АУС      | АУС 40   | ФРА      | НЕМ      | ХОЛ      | НЗ       | ШВА      | Број проданих примерака          | Сертификати |
| ----------------- | --- | -------- | -------- | -------- | -------- | -------- | -------- | -------- | -------- | -------------------------------- | --- |
| Anywhere but Home | - Датум објављивања: 23. новембар 2004. - Издавачка кућа: Wind-up - Формат: ЦД, ЦД/DVD, дигитално преузимање                      | 39       | 33       | 10       | 22       | 19       | 18       | 40       | 10       | - Свет: 1,500,000 - САД: 687,000 | - Америчко удружење дискографских кућа: Златно - Америчко удружење дискографских кућа: 5× Платина (видео) - BPI: Платина (видео) - IFPI ШВЕ: Златно |
| Synthesis Live    | - Датум објављивања: 12. октобар 2018. - Издавачка кућа: Eagle Rock Entertainment - Формат: ЦД, DVD, блуреј, дигитално преузимање |          |          |          |          |          |          |          |          |                                  | |

### Компилацијски албуми
| Назив         | Детаљи |
| ------------- | --- |
| Lost Whispers | - Датум објављивања: 9. децембар 2016. - Издавачка кућа: Concord Bicycle Music - Формат: винил, дигитално преузимање |

### Демо албуми
| Назив  | Детаљи                                                                                          |
| ------ | ----------------------------------------------------------------------------------------------- |
| Origin | - Датум објављивања: 4. новембар 2000. - Издавачка кућа: Bigwig Enterprises - Формат: ЦД, винил |

### Бок сеткови
| Назив                   | Детаљи                                                                                            |
| ----------------------- | ------------------------------------------------------------------------------------------------- |
| The Ultimate Collection | - Датум објављивања: 17. јануар 2017. - Издавачка кућа: The Bicycle Music Company - Формат: винил |

## Епови
| Назив                  | Детаљи                                                                       |
| ---------------------- | ---------------------------------------------------------------------------- |
| Evanescence            | - Датум објављивања: 1998. - Издавачка кућа: Bigwig Enterprises - Формат: ЦД |
| Sound Asleep / Whisper | - Датум објављивања: 1999. - Издавачка кућа: Bigwig Enterprises - Формат: ЦД |
| Mystary                | - Датум објављивања: 2003. - Издавачка кућа: Wind-up - Формат: ЦД            |

## Синглови
| Назив                       | Година | Позиција | Позиција | Позиција | Позиција | Позиција | Позиција | Позиција | Позиција | Позиција | Позиција | Сертификати | Албум         |
| Назив                       | Година | САД      | АУС      | АУС 40   | КАН      | ФРА      | НЕМ      | ХОЛ      | НЗ       | ШВА      | УК       | Сертификати | Албум         |
| --------------------------- | ------ | -------- | -------- | -------- | -------- | -------- | -------- | -------- | -------- | -------- | -------- | --- | ------------- |
| "Bring Me to Life"          | 2003   | 5        | 1        | 3        | 3        | 5        | 2        | 10       | 3        | 6        | 1        | - Америчко удружење дискографских кућа: Платина - Аустралијско удружење дискографских кућа: 2× Платина - BPI: Платина - BVMI: Платина - IFPI ШВА: Златно - SNEP: Златно | Fallen        |
| "Going Under"               | 2003   | —        | 14       | 14       | 14       | 16       | 15       | 16       | 4        | 13       | 8        | - Аустралијско удружење дискографских кућа: Златно | Fallen        |
| "My Immortal"               | 2003   | 7        | 4        | 11       | 1        | 11       | 5        | 7        | 2        | 7        | 7        | - Америчко удружење дискографских кућа: Златно - Аустралијско удружење дискографских кућа: Платина - BPI: Зланто - BVMI: Златно                                         | Fallen        |
| "Everybody's Fool"          | 2004   | —        | 23       | —        | —        | —        | —        | 35       | —        | 35       | 24       | | Fallen        |
| "Call Me When You're Sober" | 2006   | 10       | 5        | 7        | 3        | 20       | 13       | 27       | 3        | 6        | 4        | - Америчко удружење дискографских кућа: Платина - Аустралијско удружење дискографских кућа: Златно                                                                      | The Open Door |
| "Lithium"                   | 2007   | —        | 26       | 41       | —        | —        | 44       | 55       | 16       | 40       | 32       | | The Open Door |
| "Sweet Sacrifice"           | 2007   | —        | —        | —        | —        | —        | 75       | —        | —        | —        | —        | | The Open Door |
| "Good Enough"               | 2007   | —        | —        | —        | —        | —        | —        | —        | —        | —        | —        | | The Open Door |
| "What You Want"             | 2011   | 68       | 86       | —        | 55       | —        | 84       | —        | —        | —        | 72       | | Evanescence   |
| "My Heart Is Broken"        | 2011   | —        | —        | 36       | —        | —        | 92       | —        | —        | —        | —        | | Evanescence   |
| "Lost in Paradise"          | 2012   | 99       | —        | 71       | 89       | —        | —        | —        | —        | 39       | 174      | | Evanescence   |
| "Imperfection"              | 2017   | —        | —        | —        | —        | —        | —        | —        | —        | —        |          | | Synthesis     |
| "Hi-Lo"                     | 2018   | —        | —        | —        | —        | —        | —        | —        | —        | —        |          | | Synthesis     |

### Промотивни синглови
| Назив                          | Година | Позиција | Албум                    |
| Назив                          | Година | CAN      | Албум                    |
| ------------------------------ | ------ | -------- | ------------------------ |
| "Imaginary"                    | 2004   | —        | Fallen                   |
| "Missing"                      | 2004   | —        | Anywhere but Home        |
| "[Weight of the World"         | 2007   | —        | The Open Door            |
| "Together Again"               | 2010   | 86       | Није ни на једном албуму |
| "Made of Stone"                | 2012   | —        | Evanescence              |
| "The Other Side"               | 2012   | —        | Evanescence              |
| "Bring Me to Life (Synthesis)" | 2017   | —        | Synthesis                |
| "Lacrymosa (Synthesis)"        | 2017   | —        | Synthesis                |

## Као гостујући музичари
| Назив                                 | Година | Албум                 |
| ------------------------------------- | ------ | --------------------- |
| "Made of Stone" (Danny Lohner ремикс) | 2012   | Underworld: Awakening |
| "New Way to Bleed" (Photek ремикс)    | 2012   | Avengers Assemble     |

## Спотови
| Назив                       | Година | Режисер(и)        | Ref.   |
| --------------------------- | ------ | ----------------- | ------ |
| "Bring Me to Life"          | 2003   | Филип Столц       | [ 63 ] |
| "Going Under"               | 2003   | Филип Столц       | [ 64 ] |
| "My Immortal"               | 2003   | Давид Молди       | [ 66 ] |
| "Everybody's Fool"          | 2004   | Филип Столц       | [ 67 ] |
| "Call Me When You're Sober" | 2006   | Марк Веб          | [ 69 ] |
| "Lithium"                   | 2006   | Пол Федор         | [ 71 ] |
| "Sweet Sacrifice"           | 2007   | П. Р. Браун       | [ 73 ] |
| "Good Enough"               | 2007   | Марк Веб и Рич Ли | [ 75 ] |
| "What You Want"             | 2011   | Мејер Авис        | [ 77 ] |
| "My Heart Is Broken"        | 2012   | Дин Кар           | [ 79 ] |
| "Lost in Paradise"          | 2013   | Блејк Џак         | [ 81 ] |
| "Imperfection"              | 2017   | П. Р. Браун       | [ 82 ] |
| "Hi-Lo"                     | 2018   | П. Р. Браун       | [ 83 ] |